# Odlučnost i pravednost
Odlučnost i pravednost (skr. OiP ili OIP) hrvatska je politička stranka koju je u studenom 2022. osnovala saborska zastupnica Karolina Vidović Krišto.

## Povijest
Prema statutu stranke, OiP je osnovan u studenom 2022.
Dolaskom na političku scenu Hrvatske, privukla je medijsku pozornost sa uvjetima za članstvo u stranci – svi se potencijalni članovi moraju se izjasniti o eventualnom članstvu u tajnim službama totalitarnih sustava, jesu li sudjelovali u postupcima pretvorbe i privatizacije te jesu li osuđeni i za koja kaznena djela.
U desetom saziv Hrvatskog sabora (do 2024.) imala je jednu zastupnicu, Karolinu Vidović Krišto.

## Program
Među glavnim ciljevima stranke su efikasna borba protiv korupcije i uređenje hrvatske države.
Stranka se zalaže za jednakost svih građana pred zakonom i uspostavu vladavine prava. Podupire reformu zdravstvenog i obrazovnog sustava te veća ulaganja u obrazovanje, jačenje hrvatske poljoprivrede i proizvodnje te uspješnu demografsku i socijalnu politiku. Isto tako, stranka se zalaže za uređenje institucija, državne uprave i pravosuđa, reformu i uspostavu pravednog poreznog sustava, transparentnost, bolje uvjete i standarde u Hrvatskoj vojsci i policiji.

## Vanjske poveznice
- službene mrežne stranice, oip.hr
  - program stranke, oip.hr/oip-program